# 港北 (秋田市)
港北（こうほく）は秋田県秋田市にある地域名。港北新町、港北松野町で構成される。郵便番号は港北松野町が011-0926、港北新町が011-0927。住居表示実施済み。

## 地理
秋田市の北部、奥羽本線以東に位置する。かつては工場や畑があったが、現在はほぼ全域が住宅地である。北は飯島松根西町、飯島松根東町、飯島長野中町に、東は飯島長野上町に、南は土崎港北3丁目に、西は土崎港北6丁目に接する。南端を秋田県道231号線上新城土崎港線に面し、秋田市道土崎環状線（通称「自衛隊通り」）との交点にあたる。北端の秋田市道はかつて「旧中学校通リ」と呼称されていた。かつて、港北松野町は南新町と名乗っていた。

## 歴史

### 沿革
江戸期に出羽国秋田郡相染村の一部として成立後、相染新田村となる。
- 1878年（明治11年）12月23日 - 郡区町村編制法の秋田県での施行により、南秋田郡相染新田村となる。
- 1884年（明治17年） - 飯島村、飯田村、穀丁村と連合し、戸長役場は相染新田村に設置された。
- 1886年（明治19年）10月 - 相染新田村漁師に対しサケ・マス刺網漁禁止の旨を厳命される[3]。
- 1889年（明治22年）4月1日 -相染新田村と土崎湊19町[4]が合併し土崎港町が発足。
  - 当初は土崎港町ではなく穀丁村（現在の飯島の一部）と合併して宗石村を発足させることを主張し、「町場と農村とでは人情風俗が大きく異なる」「町管理の経費が農村にのしかかる」として幾度も合併反対の願書を提出した[5]。しかし県が合併枠の変更を認めず、土崎港町との合併が行われた。
- 1941年（昭和16年）4月1日 - 土崎港町が寺内町・広山田村とともに秋田市に編入。
- 1978年（昭和53年）4月1日 - 住居表示実施に伴い、港北新町、港北松野町が成立する。

### 町名の変遷
以下はすべて住居表示実施に伴う変更。
| 実施後     | 実施年月日     | 実施前（各字名ともその一部）           |
| ---------- | -------------- | -------------------------------------- |
| 港北新町   | 昭和53年4月1日 | 飯島字長野 いいじま あざながの         |
| 港北新町   | 昭和53年4月1日 | 飯島字鼠田尻 いいじま あざねずみたじり |
| 港北松野町 | 昭和53年4月1日 | 飯島字長野 いいじま あざながの         |

## 交通

### 鉄道
地区内に鉄道は通っていない。最寄り駅は土崎港中央六丁目にあるJR東日本奥羽本線土崎駅もしくは飯島鼠田にあるJR東日本奥羽本線上飯島駅。

### バス
- 秋田中央交通
  - 系統111｜新国道・土崎経由秋田厚生医療センター線 - 平日のみ
    - 長野下丁

### 道路
- 秋田県道231号線上新城土崎港線
- 秋田市道土崎環状線（通称「自衛隊通り」）

## 施設

### 港北松野町
- 土崎港北簡易郵便局（港北松野町2-1）
- もりた整形外科医院（港北松野町2-2）
- フレンドこども歯科（港北松野町10-45）
- 秋田県道231号線と秋田市道土崎環状線の交点の庚申塔

### 廃止となった施設
- 泉蹄鉄（港北新町16-5）

## 教育
域内に学校はなく、小学校は秋田市立港北小学校もしくは秋田市立飯島南小学校もしくは秋田市立飯島小学校、中学校は秋田市立土崎中学校もしくは秋田市立飯島中学校の学区となっている。

## 著名出身者
- 保坂武文 (実業家)